# Gandzasar
 (octobre 2023).
Gandzasar (arménien : Գանձասար — montagne de trésors, monastère de Gandzasar; en azéri Gəncəsər ) est un monastère arménien, un monument exceptionnel de la culture arménienne encore en activité ,,,,,. C'est un monastère de l'Église apostolique arménienne situé sur les berges de la rivière Khatchen près du village de Vank dans la région de Martakert de la République non reconnue internationalement du Haut-Karabagh. Par contre, il est situé dans le raion de Kelbadjar selon l'Azerbaïdjan.

## Histoire
Selon la tradition populaire arménienne le nom du monastère provient de celui de la montagne que les habitants appellent Gandzasar, en raison de la présence de mines d'argent (en arménien la racine gandz signifie « trésor » et sar « montagne »).
Gandzasar est mentionné pour la première fois par le catholicos arménien Ananias Ier de Moks au milieu du Xe siècle. Le prince Hassan-Djalal Dola mari pieux, craignant Dieu, humble par ses origines, arménien en a fait réaliser la construction à la place de l'ancienne entre 1216 et 1238 et l'a consacrée solennellement le 22 juillet 1240. La construction du narthex est finalisée par le fils du prince, Atabak, en 1261 ou 1266. Selon la légende, la tête de Jean le Baptiste coupée sur ordre d'Hérode Antipas a été amenée à Gandzasar du royaume arménien de Cilicie à l'époque d'une des croisades, et a été enterrée dans l'église qui a reçu alors le nom de Jean-le-Baptiste (en cyrillique arménien :Сурб Ованес Мкртыч).
La construction de l'église s'est déroulée de 1216 à 1238, comme indiqué sur la tombe de Gasan Djalal.

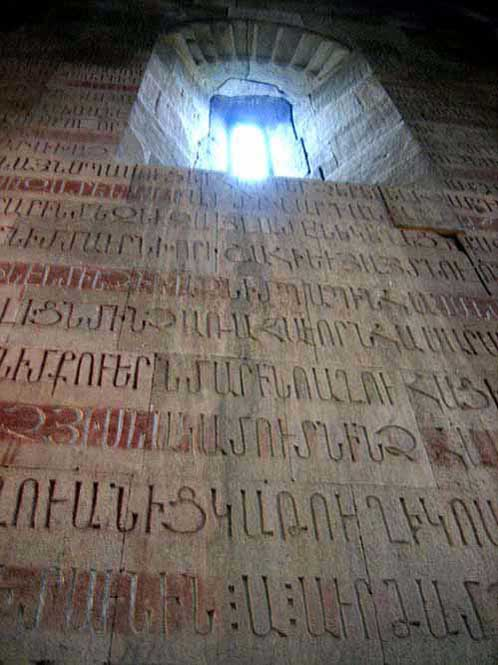
Écrits de Gasan Djalal en ancienne langue arménienne

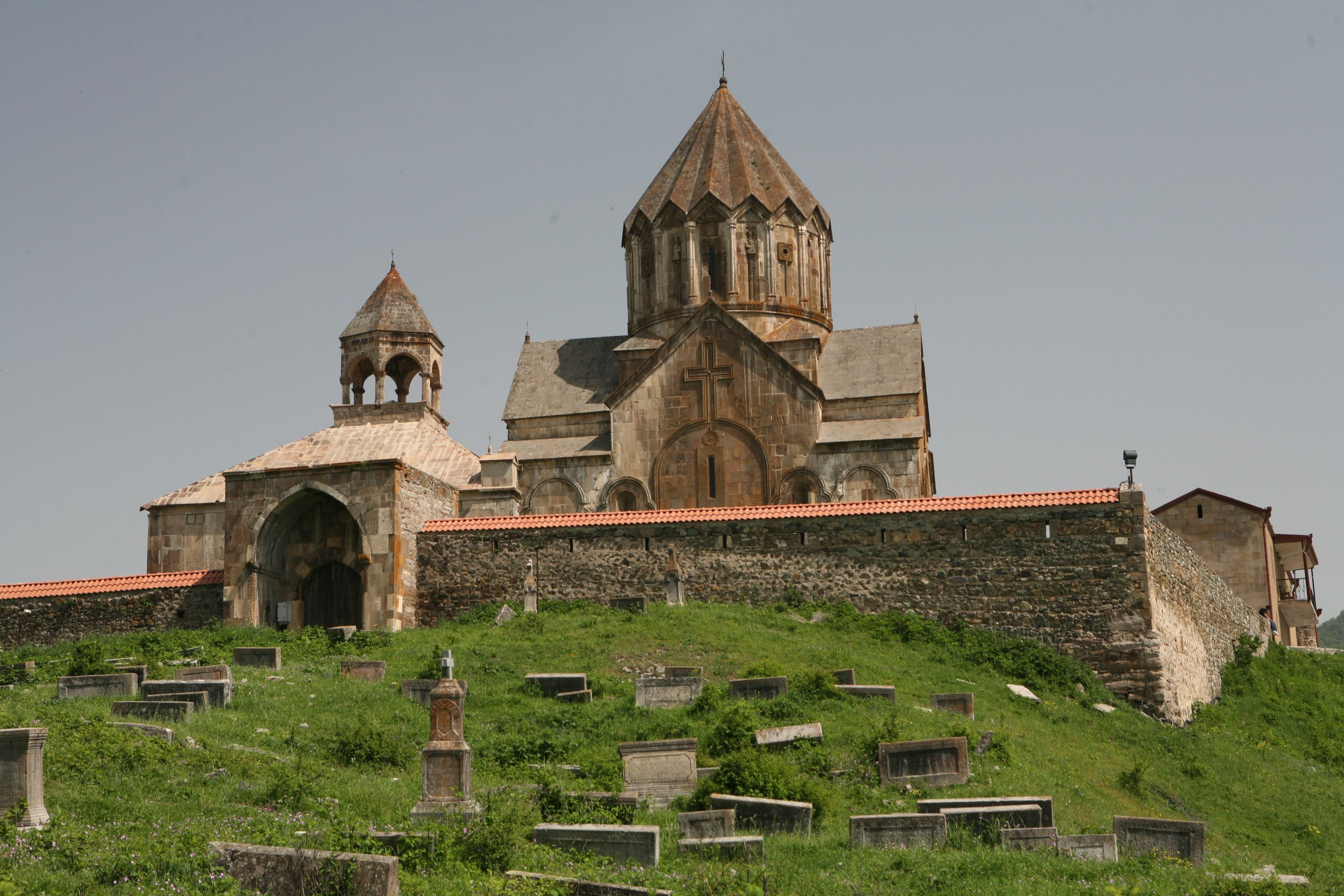
vue générale
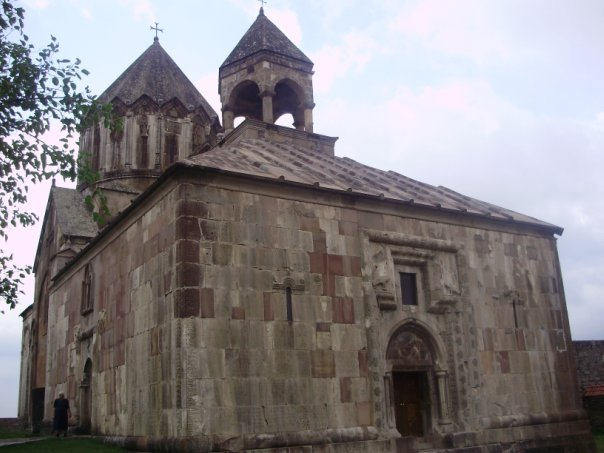
gavit
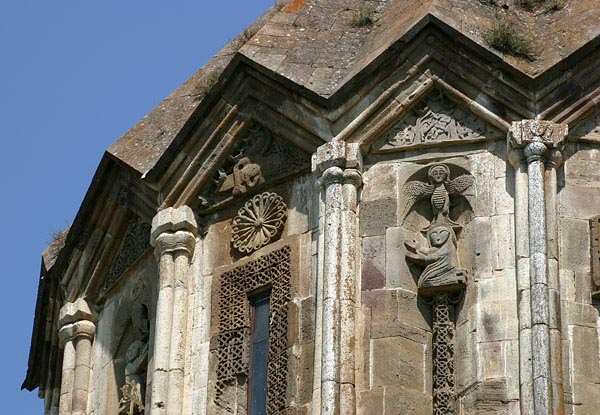
Tambour de Sourp Hovhannes Mkrtitch.

À partir du XIVe et jusqu'au XIXe siècle, Gandzasar a été le siège du catholicossat d'Albanie du Caucase.
Le monastère a joué un rôle clé dans les prémisses du mouvement de libération nationale arménien contre la domination de l'Empire ottoman et de la Perse.

## Architecture
L'église est décorée de bas-reliefs représentant la crucifixion, Adam et Ève et encore d'autres figures de pierre parmi lesquelles celles des princes de la principauté de Khatchen, tenant au-dessus de leur tête un modèle de la cathédrale. Le dôme de l'édifice surmonté d'un chatior en forme de parasol est remarquable. De même le tambour recouvert d'une grande variété de motifs ornementaux (tels que le tétramorphe au niveau du pendentif) témoigne d'une grande virtuosité des artisans. L'archéologue A Jakobson s'exprime à ce propos dans des termes élogieux comparant sa forme à celle d'un bijou précieux . Le professeur Charles Diel (1859—1944) de l'Université de Paris incluait déjà cette église en 1927 dans la liste des chefs-d'œuvre de l'art arménien et mondial .

## Le monastère
Le complexe monastique est composé d'une église principale, Saint-Jean-Baptiste (Սուրբ Յովհաննու Մկրտիչ եկեղեցի en arménien), construite entre 1232-1238 et dotée d'un gavit édifié en 1238, d'un grand scriptorium, ainsi que des khatchkars.
Le monastère est devenu le siège des catholicos albaniens. Gandzasar est officiellement rattaché à Etchmiadzin, le siège de l'Église apostolique arménienne, mais garde une certaine autonomie, ce qui fait du monastère le principal centre intellectuel de la région. Il fut endommagé pendant la guerre du Haut-Karabagh. Il a été récemment restauré.

## Situation actuelle

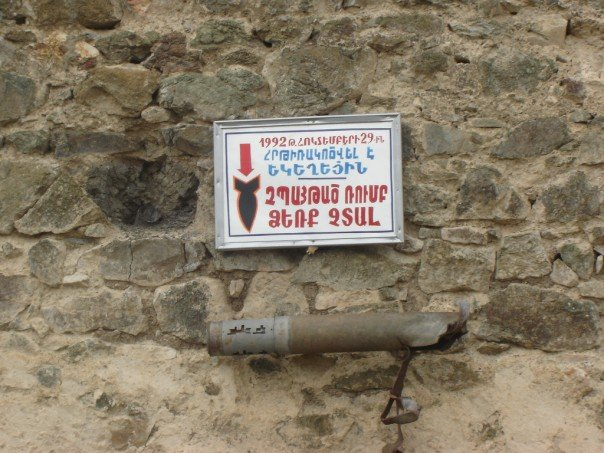
Mur extérieur de Gandzasar. En 2005. Inscription en arménien : « L'église a été pilonnée le 29 octobre 1992. Projectiles non explosés. Ne pas toucher »

À la suite du bombardement par l'aviation azerbaïdjanaise, le monastère a été gravement endommagé lors du conflit frontalier au Haut-Karabagh entre 1991 et 1994. Le 20 janvier 1993, le monastère a été soumis à des tirs de roquettes qui ont endommagé l'église principale et détruit le bâtiment monastique . À l'heure actuelle le monastère a été restauré et un complexe de formation a été ajouté pour le séminaire.
Le 16 octobre 2008, un « grand mariage » a eu lieu dans le Haut-Karabagh avec 687 couples, dont 550 se sont mariés dans la cathédrale de Ghazanchetsots et 137 dans le monastère de Gandzasar
Le 11 juillet 2010, les 770 ans de la fondation du monastère font l'objet d'une grande commémoration en présence des dirigeants et du clergé du Haut-Karabagh. Pargev Martirossian, chef spirituel du diocèse d'Artsakh de l' Église apostolique arménienne a participé à une liturgie dans la cathédrale de Jean Baptiste. À Stepanakert, de nombreux invités de marque venus d'Arménie et de l'étranger ont suivi les festivités organisées par les groupes culturels et ont visité l'exposition.

### Vie dans le monastère
Aujourd'hui le monastère est toujours en fonction. Outre la cathédrale, on y trouve des cellules monastiques, une bibliothèque, une trapeznaïa, un séminaire, des bâtiments de ferme et un magasin. Le monastère accueille aussi le bureau du Catholicosat Aghvank construit au XVIIIe siècle.